# Chaitophorus pustulatus
Chaitophorus pustulatus är en insektsart som beskrevs av Hille Ris Lambers 1960. Chaitophorus pustulatus ingår i släktet Chaitophorus och familjen långrörsbladlöss. Inga underarter finns listade i Catalogue of Life.